# Morrão (Vale do Capão)
Morrão é uma grande elevação situada no Vale do Capão na cidade de Palmeiras, uma das principais atrações do Parque Nacional da Chapada Diamantina, região central do estado brasileiro da Bahia.

## Descrição
Com altitude de 998 metros, é um morro testemunho da Serra do Sincorá, junto ao seu vizinho Morro do Pai Inácio e o Morro do Camelo mais ao norte, e foi descrito pela Companhia de Pesquisa de Recursos Minerais: "o vale e a formação do morro foram condicionadas pelas fraturas instaladas na charneira da dobra (com direções N60W e N60E, subverticais) e pelo contato das rochas do Grupo Chapada Diamantina (arenito) com as rochas subjacentes do Grupo Paraguaçu (argila arenosa) de maneira que, inicialmente, o entalhamento se dá preferencialmente na vertical e passa a ser lateral, ao atingir as rochas do Grupo Paraguaçu".

## Turismo
Apesar de ser "um dos ícones da paisagem da Chapada Diamantina" e sua "feição notável no relevo da região" o Morrão não é visitado com frequência uma vez que a trilha que leva ao cume ser considerada bastante difícil. O acesso, até 2017, não possuía medidas de controle.
Em 2013 um incêndio de grandes proporções atingiu a região e houve um grande esforço dos brigadistas para evitar que atingisse o morro. Em parte por conta do risco de incêndios a prática de camping no lugar foi proibida.

### Imagens

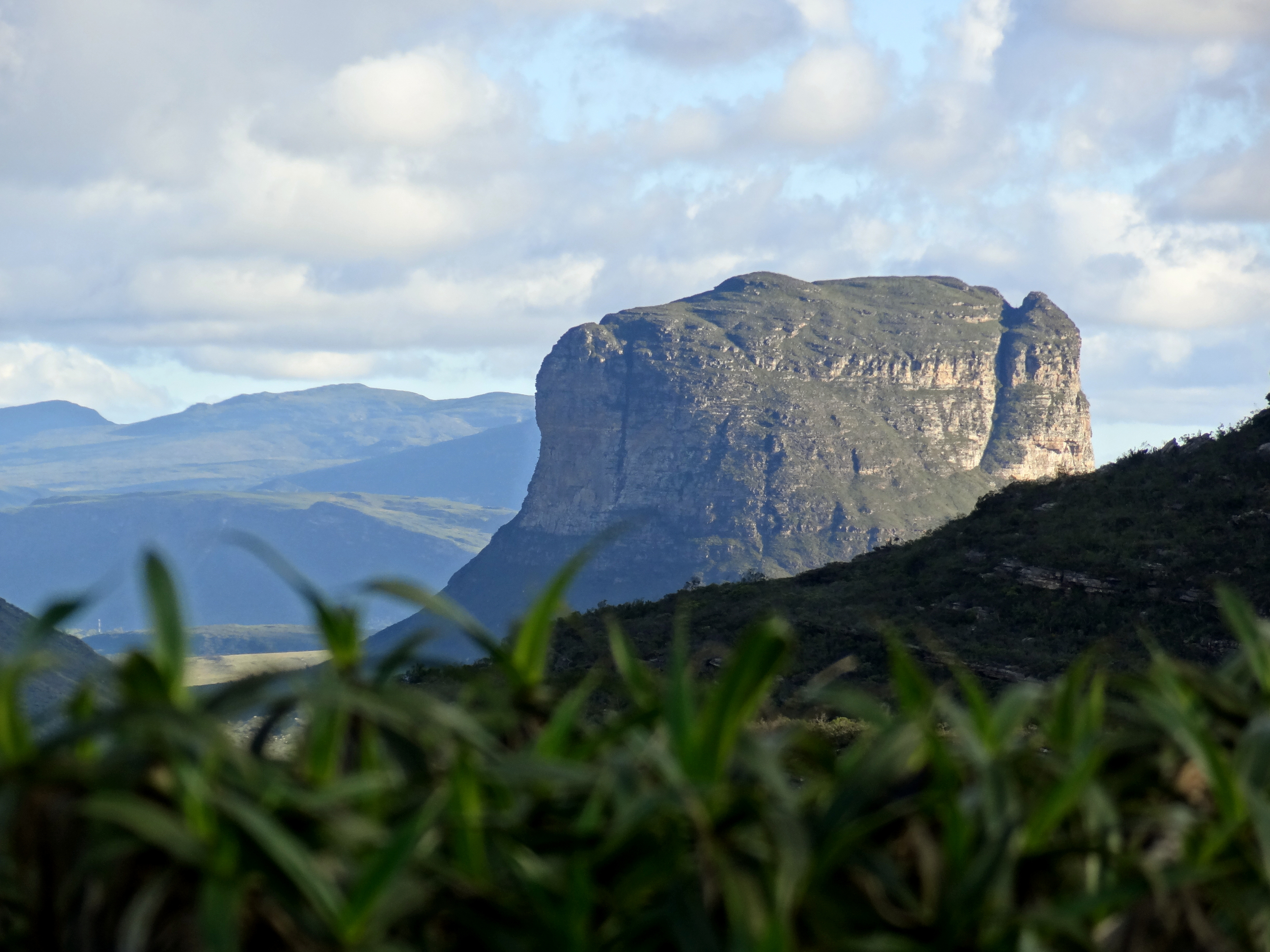
Morrão, visto a partir do Morro do Pai Inácio
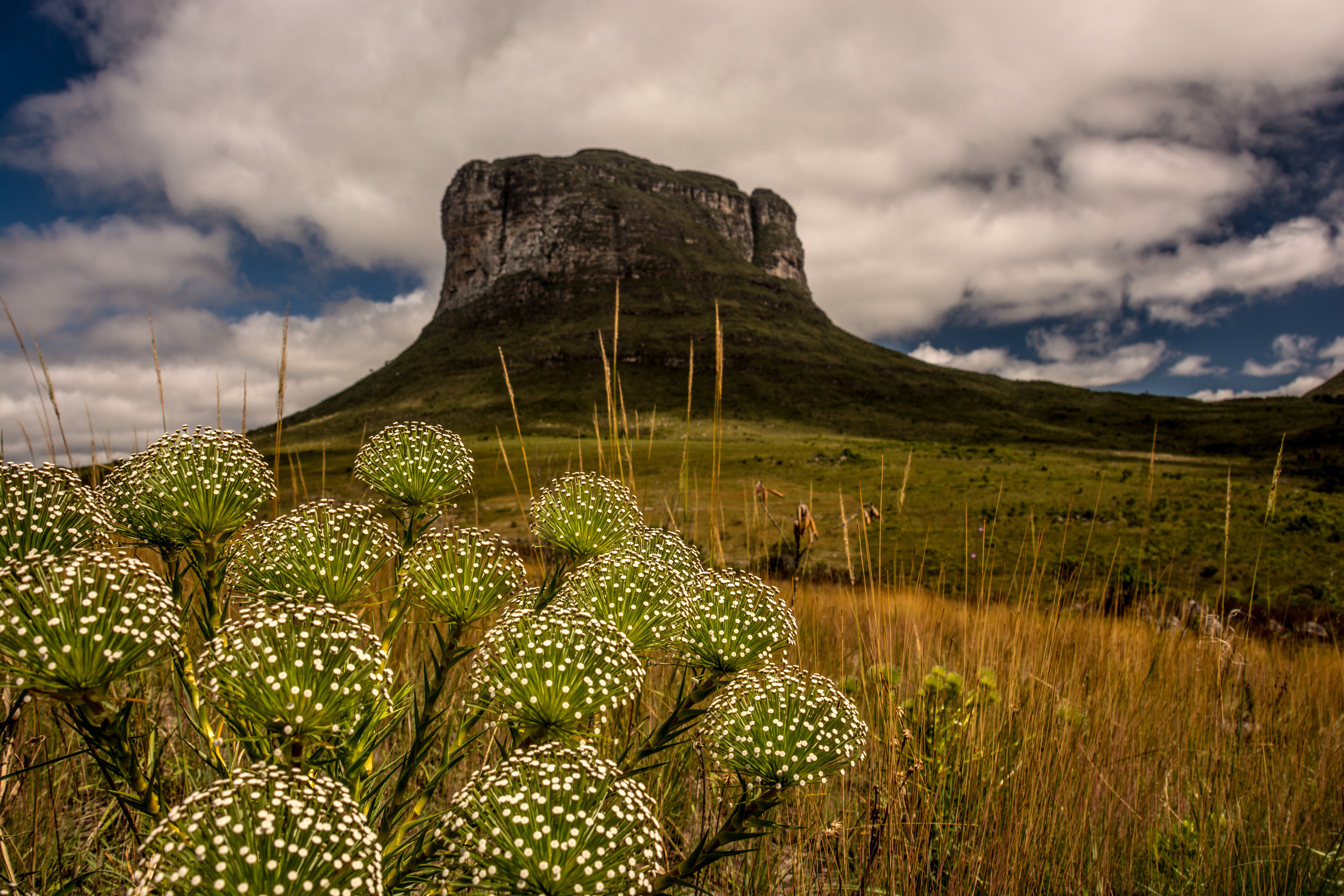
Visto a partir do Vale
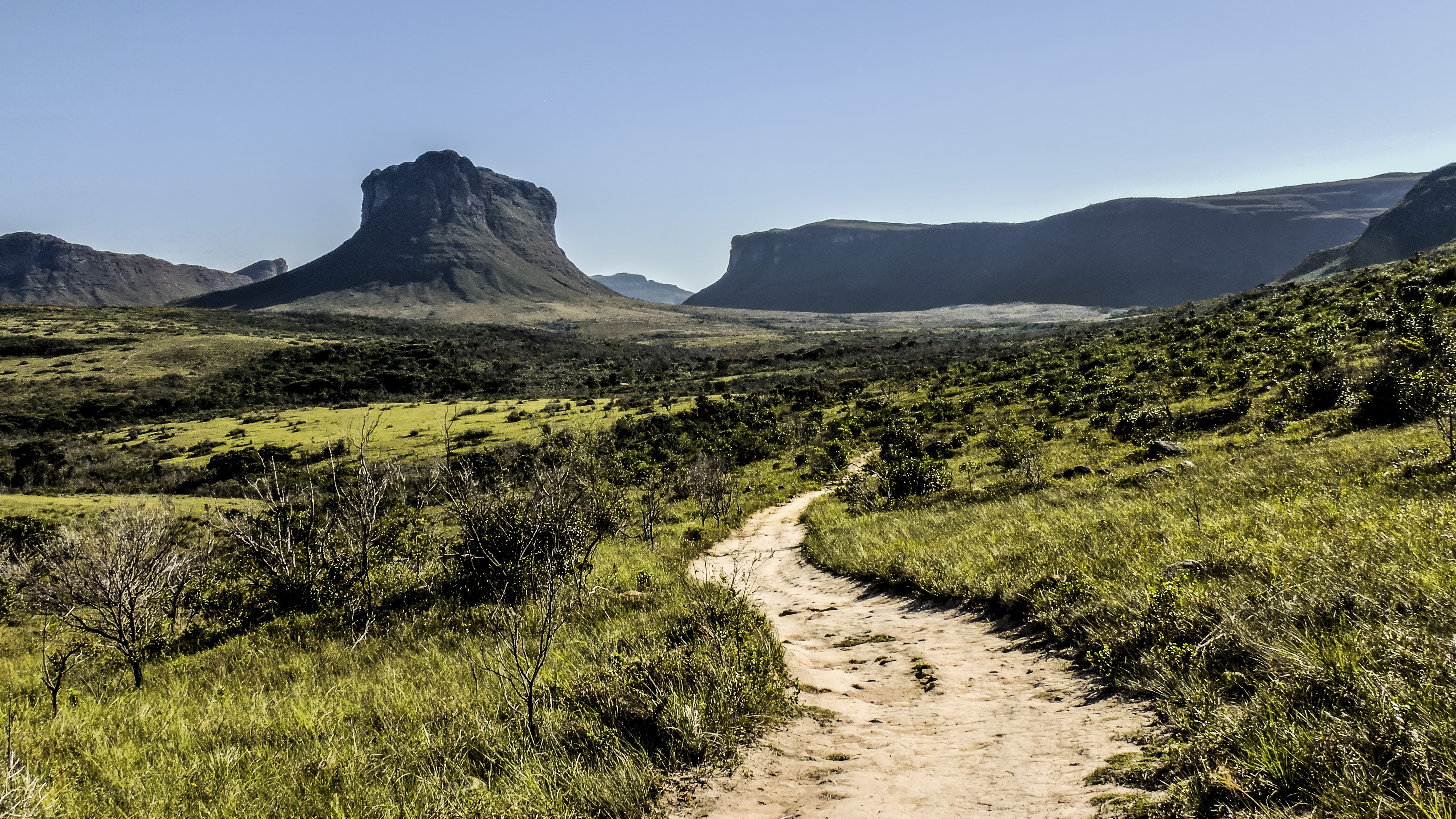
Uma das trilhas no Vale
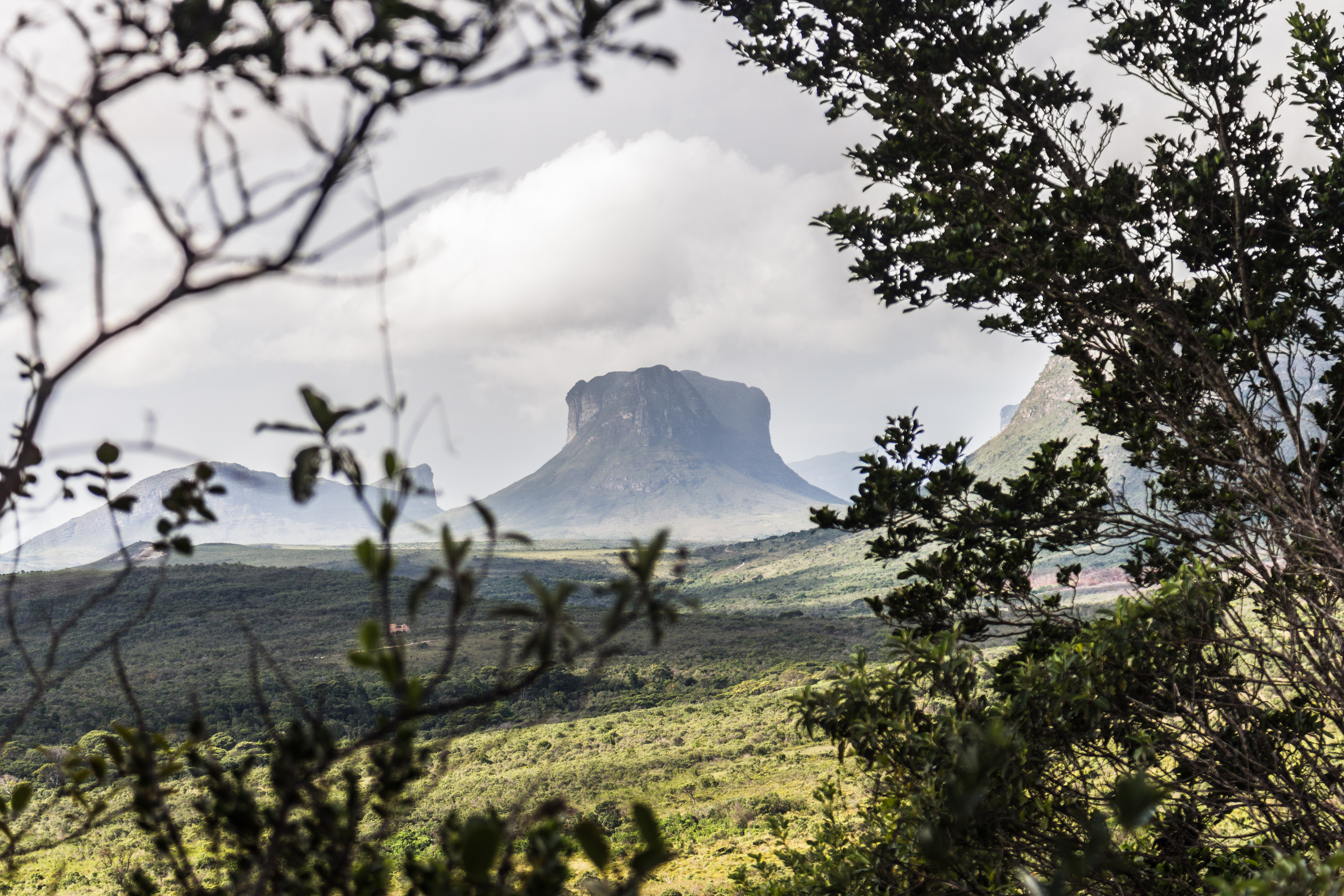
"um dos ícones da paisagem"